# Vendôme (1651)
Pour les articles homonymes, voir Vendôme (homonymie).
Le Vendôme est un vaisseau de ligne de 72 canons de la Marine royale française. Ce navire, classé au premier rang dans la Marine française, a été construit à l'arsenal de Brest, conçu et construit par Laurent Hubac. Il s'agissait en principe d'un trois-ponts, mais dans la pratique, le pont supérieur était divisé en sections armées à l'arrière et à l'avant, ce qui faisait du pont supérieur l'équivalent d'un gaillard d'arrière et d'un gaillard d'avant. 

## Carrière
Le Vendôme entre en service en mars 1665 et devient le navire amiral de la flotte du Ponant sous les ordres du chef d'escadre Abraham Duquesne le 29 avril 1666. En juillet, il est à la tête de l'escorte chargée de conduire à Lisbonne la duchesse de Nemours mariée par procuration au roi de Portugal Alphonse VI.
En 1667 il est commandé par Mathurin Gabaret.
Son nom a été techniquement modifié en Victorieux le 24 juin 1671, mais cela n'a pas été mis en pratique car il a été condamné le 17 juillet 1671 et il est devenu une carcasse de carénage à Brest jusqu'à ce qu'il soit détruit en 1679.

## References
1. ↑  « La flotte française en 1669 », sur netmarine.net (consulté le 2 juin 2024)
2. ↑  « French Second Rate ship of the line 'Le Vendome' (1651) », sur threedecks.org (consulté le 2 juin 2024)